# Edward Robinson (teologo)
Edward Robinson (Southington, 10 aprile 1794 – New York, 27 gennaio 1863) è stato un teologo statunitense della Bibbia che grazie ai suoi studi e alle derivanti scoperte,  ottenne l'appellativo di "padre della Geografia Biblica" e fondatore della moderna Palestinologia. Robinson non fece mai uno scavo in un sito antico, ma insieme al suo amico Eli Smith riuscì ad identificare un centinaio di luoghi nominati nella Bibbia, che precedentemente non erano stati localizzati in maniera corretta.'.
Eletto membro dell'American Academy of Arts and Sciences nel 1842 fu insignito della medaglia d'oro alla Royal Geographical Society.
È stato professore di letteratura biblica presso l'Union Theological Seminary di New York dal 1837 al 1863.

## Biografia
Robinson nacque a Southington, fu allevato e crebbe in una fattoria del Connecticut. La sua formazione iniziò a East  Haven e Farmington nel 1810-11. Ha poi frequentato l'Hamilton College, e il Clinton, Oneida County di New York, dove suo zio, Seth Norton, era professore
Si laureò nel 1816, e nel 1821 andò ad Andover, Massachusetts, dove pubblicò la sua edizione dei libri I-IX, XVIII e XIX dell'Iliade.
Aiutò Moses Stuart alla pubblicazione della seconda edizione del dizionario di grammatica della lingua ebraica (1823) e tradusse in inglese il Clavis Novi Testamenti philologica usibus scholarum et iuvenum theologiae studiosorum accommodata di Christian Abraham Wahl (1825).
Dopo gli studi in Europa, in gran parte ad Halle e Berlino (1826-1830), tornò negli Stati Uniti, dove fu nominato professore straordinario di letteratura sacra all'Andover Theological Seminary (1830-1833).
Nel 1828, sposò la scrittrice tedesca Therese Albertine Luise Robinson.
Profondo conoscitore dell'ebraico, del greco e del latino, dal 1831 al 1836 si dedicò alla esatta traduzione e alla corretta interpretazione dei testi dell'Antico Testamento e del Nuovo Testamento. Studi questi che gli permisero di fondare il Biblical Repository. In quegli anni passò sotto la lente d'ingrandimento ogni opera storica e letteraria che riguardava la Palestina, fascicolando in schede ogni informazione utile sui luoghi sacri. 
Dal 1838 al 1835 si recò diverse volte in Palestina per ricerche archeologiche e studi biblici.
A causa di una malattia, Robinson si ritirò a New York, dove fu professore di letteratura biblica all'Union Theological Seminary dal 1837 fino alla sua morte (1863).

## Alla scoperta della Palestina
Il sogno di Edward Robinson, sin dalla sua infanzia, era quello di ricalcare le orme di Gesù di Nazareth, di andare in Terra Santa; sogno che si avverò nel 1838. 
Robinson, come suo compagno di viaggio, scelse saggiamente il pastore Eli Smith (anch'egli nato nel Connecticut) che era stato missionario a Beirut. Smith parlava correttamente l'arabo e aveva familiarità con gli usi e i costumi del Medio Oriente.
Robinson arrivò a Gerusalemme il sabato del 14 aprile 1838, il giorno prima di Pasqua.
Smith e Robinson diedero importanza alle somiglianze tra i nomi delle moderne città arabe e i nomi delle città bibliche. Al tempo del loro viaggio la Bibbia più antica in circolazione, scritta in lingua ebraica, risaliva al Medioevo.
Riuscirono a individuare quasi duecento siti menzionati nella Bibbia, che erano precedentemente sconosciuti. Tra questi i più importanti: l'Arco di Robinson (Robinson's Archil) (1838) che porta il suo nome, il Tunnel di Ezechia (1838) e la rupe di Masada (1834).